# الرأس الجنوبي (نيوزيلندا)
الرأس الجنوبي (بالإنجليزية: South Cape)‏ يقع في نقطة تقاطع خطي 47°17′24″S 167°32′16″E / 47.29000°S 167.53778°E، وهو رأس على الساحل الجنوبي لجزيرة ستيوارت، نيوزيلندا. وهي أقصى نقطة في جنوب نيوزيلندا. و هو واحدة من الرؤوس ااربع في النيوزيلندا  عينها جيمس كوك، قائد سفينة انديفور في رحلته في المحيط الهادئ في عام 1769-1770.
رسم كوك في الأصل جزيرة ستيوارت كجزيرة متصلة ب الجزيرة الجنوبية لنيوزيلندا والرؤوس الأخرى لاتجاه سماوي التي تم تسميتها في ذلك الوقت من قبل جيمس كوك كانت راس الشمال، والرأس الشرقي والرأس الغربي.
الرأس الجنوبي هو أيضًا واحدة من الخمسة رؤوس الجغرافية الكبرى في العالم.